# Phaenosperma
Phaenosperma és un gènere monotípic de plantes de la família de les poàcies. La seva única espècie, Phaenosperma globosa Munro ex Benth., és originària del Japó, Xina i Corea.

## Descripció
Són plantes perennes; robustes, rizomatoses amb canyes de 100-300 cm d'altura; herbàcies; de 0,03 cm de diàmetre. Culms amb nodes glabres. Entrenusos sòlids o buits i fulles no agregades basals; no auriculades amb les làmines de les fulles àmpliament lineals; de 10-30 mm d'ample; planes; pseudopeciolades (almenys les basals, s'inverteixen per torsió del pecíol); pinnadament vetada (amb els nervis inclinats obliquament des de la nervadura central); desarticulades de les beines (?). La lígula una membrana ciliada; no truncada (aguda a arrodonida); de 6-10 mm de llarg. Contra-lígula absent. Plantes bisexuals, amb espiguetes bisexuals; amb flors hermafrodites. Les espiguetes són totes per igual en la sexualitat. Inflorescència paniculada; oberta; no comprèn inflorescències parcials i dels òrgans foliares.

## Taxonomia
Phaenosperma globosa va ser descrita per Munro ex Benth. i publicada a Journal of the Linnean Society, Botany 19(115?116): 59-60. 1881.
Citologia
El nombre cromosòmic bàsic és x = 12, amb nombres cromosòmics somàtics de 2n = 24 diploides.
Sinonímia
- Garnotia japonica Hack., Oesterr. Bot. Z. 52: 55, 1902
- Euthryptochloa longiligula Cope, Kew Bull., vol, 42, nº13, 707-709, 1987[2]